# 101 dalmatyńczyków (film 1961)
101 dalmatyńczyków (ang. One Hundred and One Dalmatians) – amerykański animowany film przygodowo-komediowy z 1961 roku w reżyserii Hamilton Luske’a, Clyde’a Geronimiego i Wolfganga Reithermana na podstawie powieści Dodie Smith o tym samym tytule. Siedemnasty film w oficjalnym kanonie animacji Disneya. Film wyprodukował Walt Disney, natomiast dystrybucją zajęła się Buena Vista Film Distribution Company. Premiera odbyła się 25 stycznia 1961 roku. 
Był to pierwszy film Walt Disney Productions wykonany szkicową techniką animacji; w ten sposób tworzono również kolejne animowane filmy wytwórni do Przygód Kubusia Puchatka (1977) włącznie. 101 Dalmatyńczyków był pierwszą pełnometrażową animacją Disneya, której produkcja zaczynała się od scenariusza. Wcześniej filmy były tworzone na podstawie szkiców animatorów. Za scenariusz odpowiadał Bill Peet.
Film otrzymał pozytywne recenzje; serwis Rotten Tomatoes przyznał mu wynik 97% i średnią ocenę 8/10.
W 1996 roku Disney wydał aktorski remake filmu pod tym samym tytułem, a w 2003 roku kontynuację filmu 101 dalmatyńczyków II. Londyńska przygoda.

## Fabuła
W Londynie mieszka autor piosenek Robert Radcliffe ze swym psem rasy dalmatyńczyk Pongiem. Zmęczony swoim, jak i Roberta, stanem kawalerskim Pongo postanawia znaleźć dla obu partnerki. Zauważa sukę tej samej rasy Czikę i jej właścicielkę, młodą kobietę Anitę. Pod pozorem wyjścia na spacer Pongo aranżuje spotkanie w Regent’s Park. Wkrótce Robert i Anita biorą ślub i przeprowadzają się ze swymi psami do nowego domu zatrudniając pokojówkę Nianię. Gdy Czika zachodzi w ciążę z Pongiem, Anitę odwiedza jej dawna koleżanka ze szkoły – bogaczka Cruella de Mon mająca obsesję na punkcie futer. Czikę niepokoi niezdrowe zainteresowanie kobiety jej nienarodzonymi szczeniętami.
Wkrótce Czika rodzi piętnaście szczeniąt i Cruella domaga się ich kupna, jednak Robert odmawia. Wściekła Cruella zapewnia, że nigdy mu tego nie daruje. Wiele tygodni później gdy Radcliffe’owie wychodzą na spacer z Pongiem i Cziką, do ich domu wkraczają opryszki, bracia Nochal i Baryła, i bezwzględnie porywają szczenięta mimo protestów Niani. Robert jest pewien, że to Cruella stoi za porwaniem, jednak Scotland Yard po jej przesłuchaniu nie znajduje dowodów. Wobec tego Pongo i Czika używają „szczekania o zmierzchu”, zwykle stosowanego do przekazywania psich plotek, aby zaalarmować inne psy w Londynie i poprosić o pomoc w zlokalizowaniu ich szczeniąt. Wkrótce wiadomość o porwaniu rozpowszechnia się w całej Anglii.
Wiadomość dociera do Suffolk, gdzie otrzymują ją owczarek staroangielski Pułkownik oraz jego przyjaciele koń Kapitan i kot Sierżant Czmych. Znajdują oni porwane szczenięta w Piekielnym Zamczysku, opustoszałej nieruchomości należącej do Cruelli. To ona wynajęła Nochala i Baryłę do kradzieży, a także zakupiła legalnie 84 szczenięta dalmatyńczyków. Zamierza je oskórować i uszyć z nich futro. Po otrzymaniu wiadomości Pongo i Czika uciekają Radcliffe’om i docierają o własnych nogach do Suffolk. Niecierpliwa Cruella grozi Nochalowi i Baryle, że jeśli nie zabiją szczeniąt do nocy, sama wezwie policję i obarczy ich winą. Ci ociągają z wykonaniem zlecenia chcąc obejrzeć ulubiony program w telewizji, co wykorzystuje Czmych wyprowadzający szczenięta.
Wkrótce bandyci odkrywają plan kota i zamierzają zabić zwierzęta, lecz do Piekielnego Zamczyska wpadają, sprowadzeni przez Pułkownika, Pongo i Czika. Po udanej walce z bandytami dorosłe dalmatyńczyki zszokowane planami Cruelli, decydują się adoptować pozostałe 84 szczeniąt. Odbywają ciężką podróż zatrzymując w stodole, gdzie krowy dokarmiają szczenięta. Tutejszy collie rough informuje o labradorze z Dinsford, którego właściciel jest dostawcą w Londynie. Po dotarciu do Dinsford powiadomiony labrador udziela schronienia dalmatyńczykom. Pojawia się nieustannie szukająca psów Cruella ze swymi pomagierami. Chcąc ich przechytrzyć, dalmatyńczyki tarzają się w sadzy, by udawać labradory o czarnym umaszczeniu.
Nim wszystkie psy wchodzą do ciężarówki dostawczej, kapiący lód i śnieg zmywają sadzę z kilku szczeniąt. Tym samym Cruella w szaleńczym pościgu stara się swym samochodem zepchnąć z drogi ciężarówkę z psami w środku, ale Nochal i Baryła próbują tego samego swoją furgonetce. Dochodzi do kolizji pojazdów złoczyńców i lądują oni w rowie, gdy ciężarówka bezpiecznie odjeżdża. Wściekła z rozpaczy Cruella obwinia swych podwładnych, a zrezygnowany Nochal każe jej się zamknąć. W Londynie przygnębieni Radcliffe’owie i Niania próbują cieszyć się Świętami Bożego Narodzenia i pieniędzmi zdobytym dzięki złośliwej piosence Roberta o Cruelli, która stała się wielkim hitem radiowym. Nagle do domu wkraczają pokryte sadzą dalmatyńczyki jednocząc ze swymi właścicielami. Po przeliczeniu ogromnej ilości szczeniąt Robert decyduje przeznaczyć dochody z tantiemów na zakup wiejskiego domu, by pomieścić wszystkie 101 dalmatyńczyków.

## Obsada
Obsada głosowa
- Rod Taylor – Pongo
- Cate Bauer – Czika
- Lisa Daniels – Czika
- Betty Lou Gerson – 
  - Cruella de Mon,
  - pani Mimoza
- Ben Wright – Robert Radcliffe (dialogi)
- Bill Lee – Robert Radcliffe (śpiew)
- Lisa Davis – Anita Radcliffe
- J. Pat O’Malley – 
  - Nochal,
  - Pułkownik,
  - pan Simpkins,
  - mechanik
- Frederick Worlock – 
  - Baryła,
  - insp. Craven
- Martha Wentworth – 
  - Niania,
  - krowa Queenie,
  - gęś Lucy
- Mickey Maga – Ciapek
- Barbara Beaird – Pączek
- Mimi Gibson – Szczęściarz
- Sandra Abbott – Balbinka
- Rickie Sorensen – Spotty
- Barbara Luddy – Rover
- David Frankham –
  - sierżant Czmych
  - skye terrier
- Thurl Ravenscroft – Kapitan
- George Pelling – dog
- Ramsay Hill – 
  - labrador,
  - spiker telewizyjny
- Tom Conway – 
  - prowadzący teleturnieju What’s My Crime?[c]
  - collie
- Tudor Owen –
  - Stary Pchlarz,
  - kierowca ciężarówki
- Queenie Leonard – krowa Princess
- Marjorie Bennett – krowa Ducchess
- Sylvia Marriott – krowa Countess
- Paul Frees – „Maczuga”
- Lucille Bliss – jingiel reklamowy Kanine Krunchies
- Max Smith – szczekanie psów
- Bob Stevens – szczekanie psów
- Dallas McKennon – szczekanie psów
- Clarence Nash – szczekanie psów
- Jeanne Bruns – piosenkarka w radiu

Modele referencyjne

- Mary Wickes – Cruella de Mon,
- Paul Wexler –
  - Robert Radcliffe,
  - Nochal
- Helene Stanley – Anita Radcliffe
- Don Barclay – 
  - Baryła,
  - Niania,
  - „Maczuga”
- Barbara Luddy – Niania

Materiał źródłowy: 

## Produkcja

### Geneza
W 1956 roku na łamach magazynu „Woman’s Day” wydana została powieść odcinkowa The Great Dog Robbery autorstwa brytyjskiej dramatopisarki Dodie Smith. Rok później wydawnictwo Viking Press wydało powieść pod nowym tytułem 101 dalmatyńczyków. Amerykański znajomy Smith zapoznał jej powieść z jego innym znajomym, producentem filmowym Waltem Disneyem, jako że ten był entuzjastą psów. W lutym 1957 roku Walt Disney Productions zapytało przyjaciela Smith – Stanleya Salmena z wydawnictwa Little, Brown and Company o kwotę zakupu prawa do ekranizacji. Salmen poinformował o tym Smith i ostrzegł, że Walt Disney kupuje prawa do ekranizacji utworów literackich w niskich kwotach i szczęściem będzie, jeśli zakupi takowe za 10 tys. dolarów. W tej sytuacji Smith poprosiła o radę zaprzyjaźnionego scenarzystę Charlesa Bracketta. Zasugerował jej, by podała Disneyowi cenę 25 tys. dolarów i żeby się spodziewała, że filmowiec zejdzie do kwoty 15 tys. Wiedząc, że Disney nie przeczyta całej książki, Brackett udostępnił mu swój egzemplarz i kazał przeczytać rozdział, w którym dalmatyńczyki tarzają się w sadzy. Disneyowi się spodobało i w nagrodę dał Brackettowi złoty bilet sezonowy do Disneylandu, gdzie ten spędzał każdą sobotę ze swym wnukiem Tiggerem, a Smith zaproponował zakup praw do ekranizacji 101 dalmatyńczyków za 25 tys. dolarów i kontrakt w ciągu miesiąca. Pracownicy Disneya powiedzieli potem Smith, że miała szczęście, gdyż w przypadku takiego Pinokia kontrakt sfinalizował się dopiero za trzy lata.

### Produkcja
W czerwcu 1957 roku Walt Disney Productions zakupiło od Smith prawa do ekranizacji powieści. Disney po wykupieniu praw do adaptacji poprosił Billa Peeta o pracę nad scenariuszem, a scenografa Kena Andersona o reżyserię filmu. Budżet zaplanowano na 3 mln dolarów. Peet opracował w pojedynkę scenariusz i scenorysy, zaś Anderson odpowiadał także za scenografię. Chcąc zmniejszyć koszty po przekraczającej budżet i będącej klapą finansową Śpiącej królewnie (1959) Disney zlecił znalezienie tańszego sposobu do animacji 101 dalmatyńczyków. Ub Iwerks opracował urządzenie stosujące Xerox; proces ten umożliwiał kopiowanie postaci rysunkowych bezpośrednio na klatkę i przyspieszał animację, unikając kosztownego nakładania na tusz. Choć Disney był sceptyczny co do efektu końcowego zbliżonego do grafiki, zaaprobował wynalazek. W ramach restrukturyzacji studio musiało zamknąć dział kreślarski oraz osoby zatrudnione do przejęcia rysunków animatorów i przygotowania układu kompozycyjnego. Około stu osób musiało szukać nowej pracy, część dołączyła do działu nakładania tuszu i do działu kserografii, a jeszcze inni odeszli z wytwórni. Anderson wykorzystał fakt, że Disney wówczas był nieobecny w wytwórni i zdecydował się na eksperymentowanie z wyglądem filmu, a animatorzy poczuli większą swobodę twórczą.
W lipcu 1959 roku Disney z żoną odwiedził Wielką Brytanię i wykorzystał jako okazję do spotkania z Dodie Smith. Autorka spodziewała się ujrzeć „małego, wrednie wyglądającego Żyda z Hollywood” i z zaskoczeniem odkryła, że Disney to „wysoki i szeroki mieszkaniec Środkowego Zachodu o przystojnym wyglądzie”. W uprzejmej rozmowie opowiedziała o inspiracji powieści swoją dalmatynką Folly i jej miocie. Disney zapewnił ją, że publiczność testowa w przeciwieństwie do Śpiącej królewny, polubiła film, a w samym filmie wykonano tylko niewielkie i istotne zmiany w stosunku do literackiego oryginału: „Powinnaś była zobaczyć, co myśmy zrobili Piotrusiowi Panowi i Alicji w Krainie Czarów”. Podczas spotkania żałował, że nie było dalmatyńczyków Smith, które zmarły podczas zakupu praw do ekranizacji.

## Wydanie
101 dalmatyńczyków miały premierę 25 stycznia 1961 roku w podwójnym seansie z wznowionym dokumentem The Horse with the Flying Tail (1960). Film otrzymał wznowienie w amerykańskich kinach w latach 1969, 1979 w podwójnym seansie z średniometrażowym Footloose Fox (1979), 1985 i 1991. 
W Polsce film był wyświetlany w kinach w lutym 1967 roku wraz z filmem dokumentalnym Zima w lesie (1966) z serii „Rok myśliwego” Włodzimierza Puchalskiego. Film był dystrybuowany z polskim dubbingiem opracowanym przez Studio Opracowań Filmów w Łodzi i reżyserowanym przez Marię Piotrowską. 31 marca 1995 roku film wznowiono w polskich kinach i stworzono do niego nową wersję dubbingową zrealizowaną przez Studio Opracowań Filmów w Warszawie i reżyserowaną przez Ewę Złotowską.

## Odbiór
101 dalmatyńczyków okazało się sukcesem wśród widowni i krytyków. C.A. Lejeune w „The Observer” określiła film jako jeden z najlepszych filmów Disneya. Dilys Powell w The Sunday Times dała entuzjastyczną recenzję, określając film jako swego rodzaju odrodzenie Disneya. Richard Mallett w „Punch” chwalił 101 dalmatyńczyków za brak sentymentalizmu cechujące poprzednie produkcje Disneya i za to, że „niemal każdy moment jest sprytnie wymyślony, by zadowolić zarówno dzieci i dorosłych”. Brenda Daviest w „Monthly Film Bulletin” zachwalała zespół animatorów: „Niebezpieczeństwo zespołu kreskówek Disneya zawsze polegało na braku gustu, z tym większą więc satysfakcją odnotować należy, że temat pełen sentymentalizmu potraktowano z tak niezwykłą powściągliwością”.
Dodie Smith udała się na londyńską premierę i wyraziła zadowolenie z ekranizacji, zwłaszcza oddanie wierności Suffolk i świetną animację, choć miała zarzuty odnośnie Czmycha i finałowego pościgu samochodowego. W korespondencji z Disneyem pochwaliła go za film, ale narzekała na małe litery jej nazwiska w napisach początkowych. Disney powiedział, że następnym razem powiększy jej nazwisko w napisach, jeśli „da im kolejną uroczą historię jak Dalmatyńczyki” i przysłał kilka oryginalnych rysunków z filmu. Smith wykorzystała to jako okazję, by sprzedać prawa Walt Disney Productions do innej jej powieści Zdobyłam zamek, który był jej ulubionym utworem jej autorstwa, i widziała potencjalną ekranizację jako perfekcyjny film Disneya z udziałem jego nowej gwiazdy Hayley Mills. Po zapoznaniu się z streszczeniem Disney zgodził się na zakup w kwocie 50 tys. dolarów. Po latach Smith była wdzięczna Disneyowi za ekranizację, gdyż dzięki jej popularności oryginał książkowy wciąż przynosił zyski z sprzedaży przez następne dwadzieścia lat od premiery.
Paradoksalnie Walt Disney nie polubił filmu. Szczególnie znienawidził styl artystyczny zastosowany przez Kena Andersona i powiedział mu, że nie będzie „nigdy więcej tych rzeczy z 101 dalmatyńczyków”. Odczuwał też zazdrość, że sukces filmu odbył się bez jego udziału produkcji.

## Kontynuacje i remaki
W 1995 roku Joe Roth, przewodniczący Walt Disney Studios roku na bazie sukcesu Księgi dżungli (1994) zdecydował, że 101 dalmatyńczyków będą dobrym materiałem na wersję aktorską. W 1996 roku wydano aktorski remake pod tym samym tytułem, będący po Księdze dżungli (1994) drugim aktorskim remake’iem filmu animowanego Walt Disney Animation Studios. W przeciwieństwie do animacji w tej wersji zwierzęta nie mówią. W 2000 roku remake doczekał sequelu 102 dalmatyńczyki. W obu filmach wystąpiła Glenn Close w roli Cruelli de Mon.
W ramach bloku programowego Disney-Kellogg Alliance powstał serial animowany 101 dalmatyńczyków (1997–1998) produkcji Walt Disney Television Animation i Jumbo Pictures, emitowany na kanale ABC. Serial był inspirowany zarówno filmem animowanym z 1961 roku, jak i aktorskim z 1996 roku.
W 2003 roku wydano na rynek VHS i DVD film animowany 101 dalmatyńczyków II. Londyńska przygoda – bezpośrednia kontynuacja animacji z 1961 roku.
W 2015 roku powstała animowana krótkometrażówka The Further Adventures of Thunderbolt ukazująca kolejny odcinek oglądanego przez dalmatyńczyki serialu. Została udostępniona jako dodatek w wydaniu Blu-ray filmu z serii „Diamond Edition”.
Kolejnym telewizyjnym serialem animowanym była brytyjsko-kanadyjska Ulica Dalmatyńczyków 101 (2019–2020) produkcji Atomic Cartoons i Passion Animation Studios. Akcja dzieje się 60 lat po 101 dalmatyńczykach (1961) i skupia się praprawnuczce Ponga i Cziki – Delilah i Dylanie oraz ich miocie żyjących na tytułowej ulicy znajdującej się w londyńskiej dzielnicy Camden Town. Został wyemitowany na kanale Disney Channel UK w Wielkiej Brytanii i w serwisie streamingowym Disney+ w Kanadzie.
W 2021 roku powstał reboot filmów aktorskich Cruella skupiający się na postaci Cruelli de Mon i jej pochodzeniu. W tym samym roku ogłoszono kontynuację filmu.
W maju tego samego roku Glenn Close ujawniła, że pracując nad Cruellą jako producent wykonawczy, napisała scenariusz będącą kontynuacją filmów aktorskich z lat 1996–2003, w której ponownie wcieli się w rolę Cruelli de Mon. Fabuła działaby się w Nowym Jorku, a także czerpałaby inspirację z Ojca chrzestnego II (1974).
W 2022 roku powstała we współpracy Walt Disney Animation Studios reklama produktów Givenchy z udziałem dalmatyńczyków w reżyserii Erica Goldberga. W reklamie zostali sportretowani angielska modelka Kate Moss i amerykański projektant mody Matthew M. Williams.

## Odniesienia
Nochal i Baryła wystąpili w animowanej krótkometrażówce The Saga of Windwagon Smith (1961) jako statystujący kowboje